# آرنولد (کانزاس)
آرنولد (به انگلیسی: Arnold) یک منطقهٔ مسکونی در ایالات متحده آمریکا است که در شهرستان نس، کانزاس واقع شده‌است.